# Los Millares
|  | Per a altres significats, vegeu «cultura de Los Millares». |

Los Millares és un jaciment arqueològic corresponent a un assentament prehistòric de l'Edat del Coure (3200-2200 aC), format pel poblat i la seva necròpolis amb una extensió de 6 i 13 hectàrees respectivament. És considerat per científics i historiadors un dels més importants d'aquesta cultura a Europa i al món. És al municipi de Santa Fe de Mondújar a la província d'Almeria, Espanya, es localitza sobre un gran penya culminada en altiplà que formen el riu Andarax i la rambla de Huéchar, on es va construir un poblat amb quatre línies de muralla, una necròpolis formada per unes 80 tombes col·lectives i una doble línia de fortins que controlen visualment els accessos a tot el conjunt arqueològic.
A grans trets, dues han estat les línies d'interpretació mitjançant les quals s'ha volgut explicar l'augment de la complexitat cultural durant el Calcolític al sud-est ibèric:
- la tesi difusionista o orientalista;
- l'explicació evolucionista o autoctonista.

Els germans Siret van ser els primers que van introduir el terme colònia per designar els assentaments del sud-est espanyol. Posteriorment Bosch Gimpera els va relacionar amb uns suposats grups nord-africans que haurien arribat durant el Neolític a la regió. Georg i Vera Leisner van retornar a la idea que l'arribada de colons orientals va estar en l'origen de la complexitat cultural a la regió.
Però els materials d'importació oriental més antics trobats a Espanya són unes ceràmiques micèniques trobades a Còrdova i datades cap al 1300 aC (les datacions calibrades de carboni 14 situen Los Millares entre 3100-2200 aC). D'altra banda els ídols oculats, la ceràmica acanalada o pintada i les colades de coure del sud-est peninsular tenen característiques pròpies, diferents dels suposats models orientals.
Així que els investigadors no han tingut més remei que reformular les seves teories i, actualment, la majoria dels estudiosos opinen que els canvis culturals i socials que es van donar en l'àrea de Los Millares durant l'Edat del Coure van ser conseqüència d'una evolució autòctona. El problema està en la manca de dades arqueològiques que, per ara, impedeixen oferir una imatge més completa de l'abast d'aquesta evolució.

## Intervencions arqueològiques i museïtzació

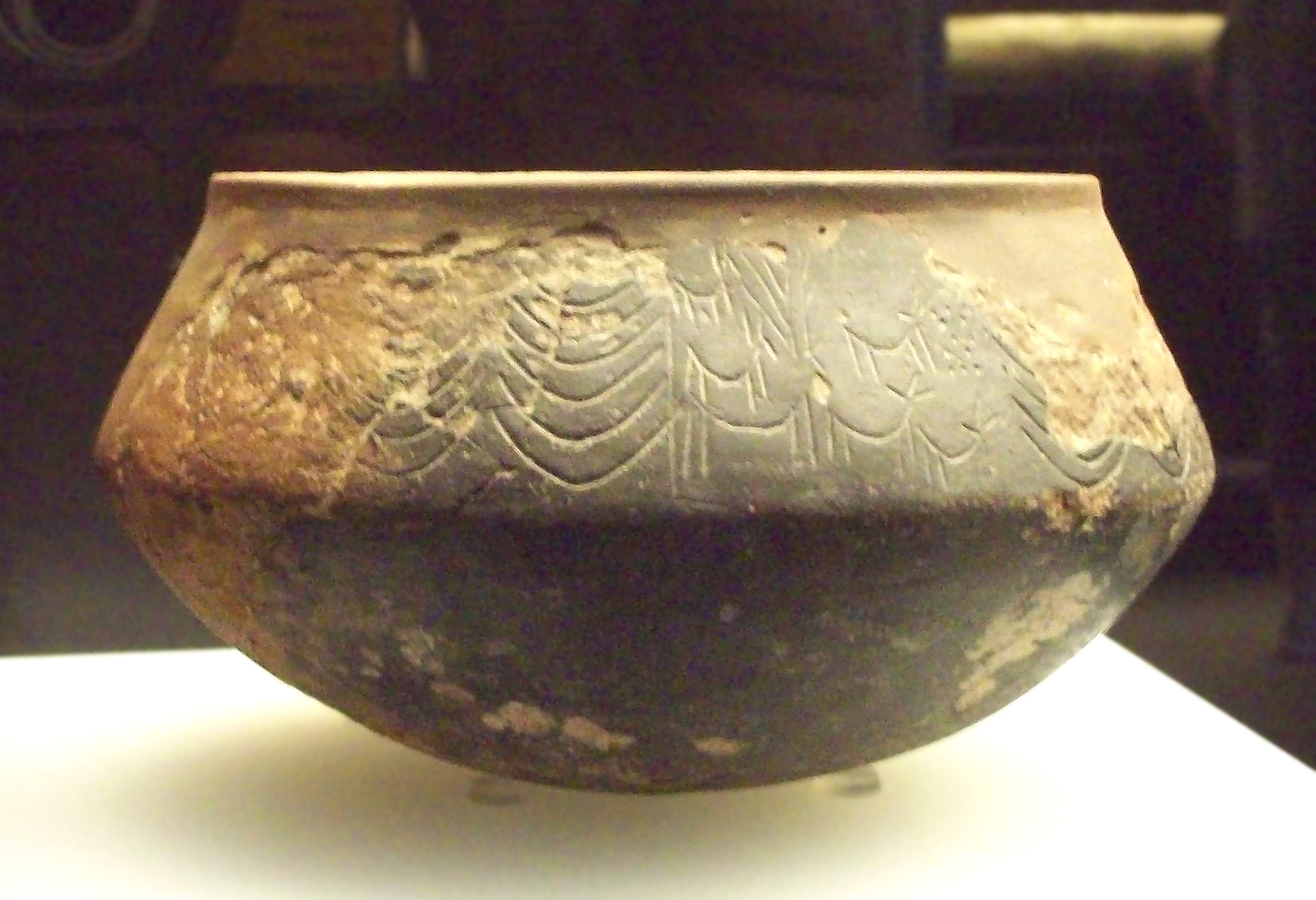
Bol de Los Millares decorat amb cérvols (Museu Arqueològic Nacional d'Espanya)

La descoberta del jaciment es relaciona amb la construcció de la línia fèrria Almeria-Linares a la fi de segle xix. L'assentament va ser descobert i investigat per primer per Luis Siret i Pedro Flores que se centraren en la necròpolis, diverses estructures del poblat i l'aixecament de diferents planimetries del conjunt i d'alguns dels seus fortins. Després de la publicació dels primers treballs la comunitat científica l'ha considerat com un dels jaciments arqueològics més importants d'Europa per a l'estudi i la comprensió de l'Edat del Coure per la seva monumentalitat, complexitat i nivell d'investigació. Durant la dècada dels 40 Georg i Vera Leisner van recopilar i sistematitzar la informació anterior sent publicada en el corpus sobre megalitisme al sud de la península ibèrica Die Megalithgräber der Iberischen Halbinsel. Der Südden (1943).
Després de dècades d'abandonament dels professors Antoni Arribas i Martín Almagro van realitzar una altra sèrie d'intervencions, centrades en part en una extensa àrea de la necròpolis, tornant a excavar a les tombes anteriors, i iniciant-se per primer cop l'excavació del tram central de la Línia I de la muralla, que revelà la veritable dimensió i complexitat del poblat i les seves muralles.

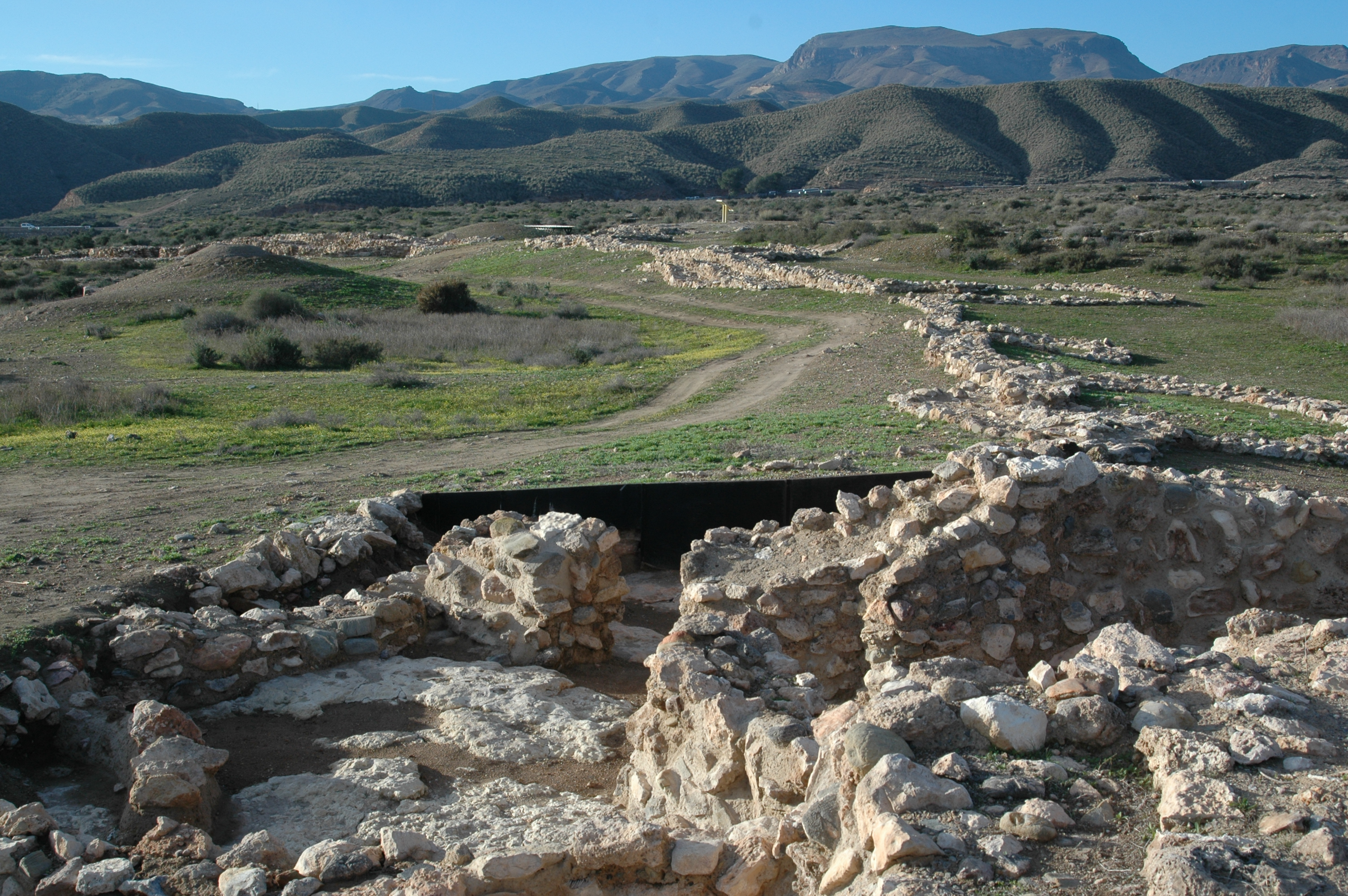
Línia I de les muralles del poblat vista des de la zona nord

Des de la dècada dels 80 la Universitat de Granada, sota la direcció d'Antoni Arribas i Fernando Molina, ha desenvolupat un projecte centrat en la investigació sistemàtica de Los Millares definint l'organització interna del poblat, la seva seqüència cronològica, l'estudi dels fortins, centrats aquests últims fonamentalment als fortins i V. Així mateix, s'han desenvolupat nombrosos estudis i investigacions sobre antracologia, carpologia, arqueozoologia i geoarqueologia que ofereixen una visió més exacta sobre el paleoambient, l'economia i les formes de vida al poblat de Los Millares i el seu entorn.
La Junta d'Andalusia alhora ha finançat diversos treballs de conservació del jaciment arqueològic que van culminar amb una consolidació de totes les estructures arqueològiques presents al poblat -línies de muralles, cabanes, etc., així com diverses intervencions als fortins I i V, la rehabilitació de la Venda de Los Millares Centre de Recepció, que acull una exposició permanent sobre la investigació duta a terme en l'assentament. Així mateix durant el 2005 també es va impulsar un projecte de difusió com la construcció ex novo d'un espai didàctic que recrea una àrea de la necròpolis, la muralla i diversos espais domèstics del jaciment a escala real. Recentment s'ha incorporat les tècniques de realitat augmentada en la qual mitjançant tècniques 3D els visitants poden conèixer in situ una reconstrucció integral de diverses tombes col·lectives i la Línia I de la muralla.

## Interpretació de les restes
Des de finals de segle xix fins a mitjans dels anys 70 la investigació sobre els jaciments calcolítics a la Península va estar centrada en una pugna entre dues concepcions idealistes: orientalisme i occidentalisme. La immensa majoria dels investigadors fins a aquest moment, com Luis Siret i els Leisner mantenien que el desenvolupament d'aquestes poblacions estava relacionada amb l'arribada de colons de la Mediterrània Oriental, excepte algunes excepcions com Bosch i Gimpera que defensava un autoctonisme.
Aquests plantejaments comencen a canviar o a suavitzar després de l'aparició de les primeres datacions de carboni 14, que van demostrar que les sepultures col·lectives i les fortificacions de la península ibèrica eren més antigues que les de la Mediterrània Oriental. Els treballs i publicacions realitzades per Antoni Arribas i Martín Almagro durant els anys 50 plantegen un origen autòcton d'aquesta cultura.
A partir de la dècada dels 70 es comencen a desenvolupar teories sobre els canvis socials produïts durant el IV-III mil·lenni al SE peninsular, posant l'accent uns investigadors en el creixement demogràfic, les condicions climàtiques, l'especialització dels artesans, la introducció de tècniques d'irrigació, o l'acumulació de riquesa a través del control dels diferents sistemes de producció.

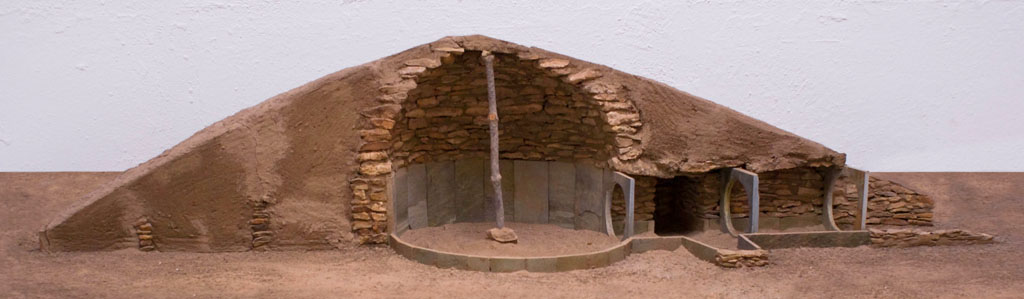
Enterrament de Los Millares

D'aquesta manera Robert Chapman analitza la necròpolis de Los Millares i rebutja la classificació tipològica/cronològica realitzada per anteriors investigadors com els Leisner, proposant que les diferències presents en els aixovars, en els tipus de tombes i la seva localització a la necròpolis representen enterraments de diferents grups socials. C. Mathers defensa una combinació de diversos factors com la presència d'una variabilitat d'ecosistemes locals, estratègies econòmiques intensives, la possibilitat de diversificar els assentaments, l'ús de la terra i una progressiva centralització, van ser les causes que van fer sorgir l'aparició d'elits socials. Des de la perspectiva del materialisme cultural, Antonio Ramos explica el canvi social com una transformació deguda a la pressió demogràfica i la necessitat d'una major energia alimentària. D'altra banda, investigadors com Fernando Molina i Juan Antonio Cámara defensen la presència de desigualtats socials i un accés restringit a les elits de poder i la riquesa com a conseqüència de l'aparició de centres especialitzats en determinats recursos com la metal·lúrgia, el control dels béns de prestigi i l'aparició de poblats agrícoles dependents i tributaris.

## Territori durant els mil·lennis IV-III

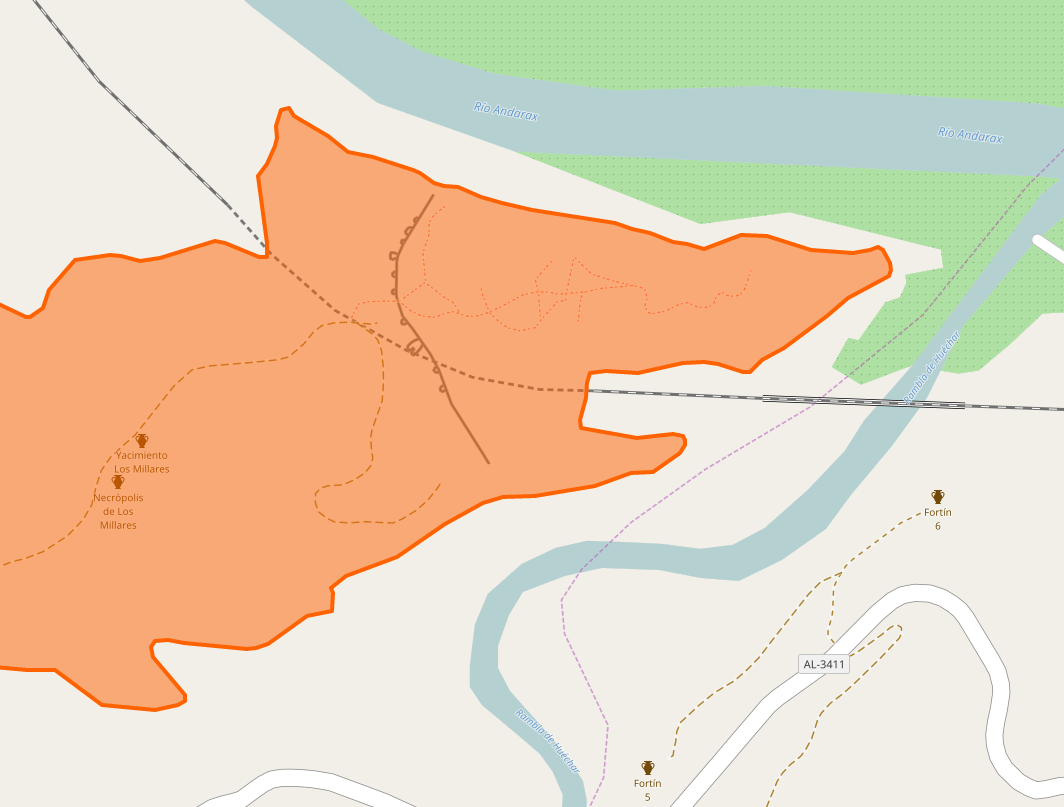
Mapa del jaciment a OpenStreetMap

L'aridesa actual del sud-est peninsular no correspon amb el clima que hi havia durant el IV i III mil·lenni aC. Les dades que ofereixen diferents disciplines -antracologia, carpologia, arqueozoologia i la geoarqueologia- demostren la presència d'un medi natural bastant diferent a l'actual. Tot i tenir una pluviometria força semblant a l'actual, la presència d'una cobertura vegetal i sòls més profunds garantia la conservació d'humitat i el cultiu de plantes.
El paisatge circumdant de Los Millares pertanyia a el pis mesomediterrani formant una cobertura vegetal composta per alzinars, pi roig, garrigues, llentiscles, ullastres, al què se li unia un sotabosc format per plantes com el llentiscle, el romaní, les estepes, els ginebres, etc. A més apareixen altres plantes com el saüc, el tamariu, el salze, el freixe, l'àlber, totes espècies relacionades amb els cursos dels rius i rieres properes. Això indicaria la presència de cursos d'aigua més continus que en l'actualitat. Les tales d'arbres per a la seva ocupació en activitats de cuina, construccions, fosa, terrenys de cultiu, així com un pasturatge excessiu durant més de mil anys d'ocupació van acabar afectant a la vegetació circumdant.
Diverses investigacions dutes a terme per diferents universitats han centrat els seus estudis tant en l'excavació sistemàtica d'alguns jaciments pertanyents a aquesta època com en la prospecció arqueològica, oferint una visió més completa dels territoris que ocupava la cultura de Los Millares durant els mil·lennis IV i III aC. Aquesta ocuparia les províncies actuals d'Almeria, Múrcia, Granada i part d'Alacant.
Així alguns investigadors com Fernando Molina plantegen la presència de quatre grups comarcals: el Grup de l'Andarax, el Grup Almanzora, el Grup de Lorca i el Grup d'Huéscar-Chirivel. El territori quedaria estructurat al voltant d'un gran poblat central, com Los Millares per a l'Andarax, Almizaraque per a l'Almanzora, Cabezo del Plomo a Lorca o Cerro de la Virgen per l'Altiplano de Granada-Granada-Pasillo de Chirivel.
En el cas de Los Millares aquest poblat exercia un control territorial de la vall de l'Andarax i àrees properes com el Pasillo de Tabernas, Campo de Níjar i l'àrea del Cap de Gata en els quals apareixen poblats com el Terrera Ventura a Tabernas, Ciavieja a el Ejido, o el Barranquete a Níjar. Diversos investigadors com Francisco Carrión plantegen la circulació d'alguns productes entre Los Millares i àrees adjacents com són la sal comuna, el mineral de coure, les roques silíciques o les roques volcàniques. Així mateix altres investigadors com G. Martínez indiquen la presència de circulació de productes a grans distàncies a nivell regional en el cas de les indústries lítiques tallades, i amb el nord d'Àfrica, com a prova la presència de productes exòtics elaborats amb ivori o ous d'estruç.
Les investigacions de l'assentament de Los Millares revelen la seva complexitat, monumentalitat i importància, constituint un dels poblats de referència de sud de la península ibèrica i d'Europa durant l'Edat del Coure. Les evidències científiques posen de manifest els canvis ambientals que s'ha produït fins a l'actualitat, així com la connexió i l'intercanvi de productes entre les dues ribes de la Mediterrània durant el IV-III mil·lenni aC.

## Poblat

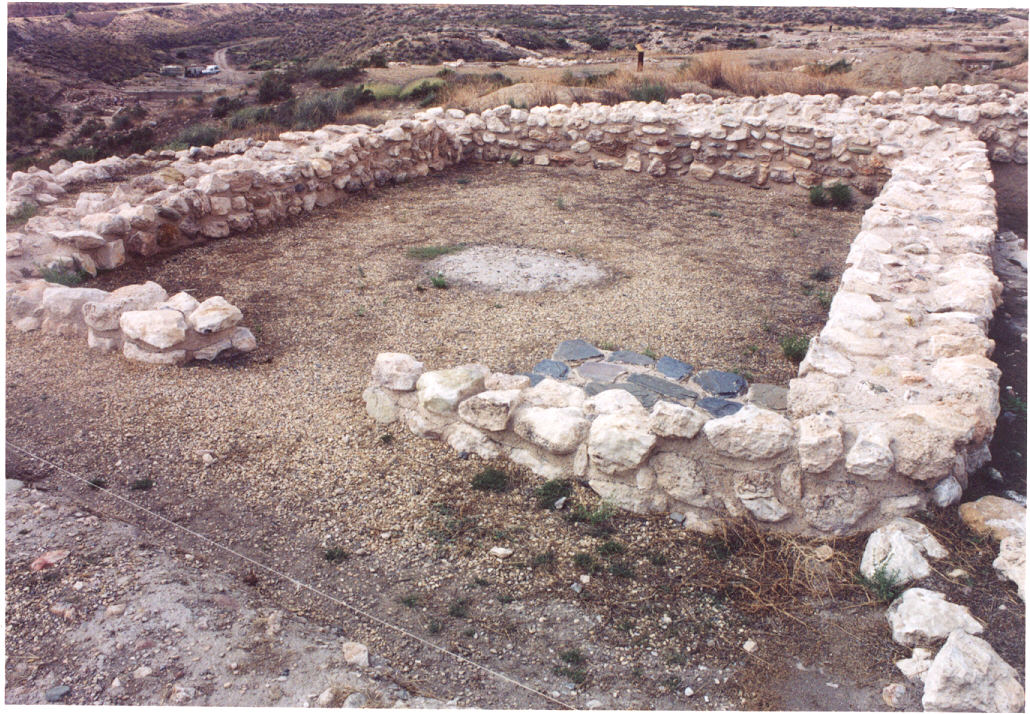
Edifici de planta quadrada de Los Millares identificat com taller metal·lúrgic

El poblat de Los Millares està format per tres línies de muralla concèntriques, així com una ciutadella en l'espai més intern protegida per una muralla que l'envolta. Situat sobre un esperó rematat per un altiplà va ser triat per la seva posició estratègica, que controla l'accés des del mar i els passos des de la Serra de Gádor per la Rambla de Huéchar mitjançant la construcció d'una doble línia de fortins.
El poblat és a l'interior de les muralles observant-es cabanes de tipus circular, les dimensions poden oscil·lar entre els 2,5 als 6,20 metres. Aquestes es construeixen mitjançant basaments de maçoneria de pedra travades amb fang sobre els quals alçaven parets de fang i canyissos. La coberta, construïda a base de brancatges, matèries vegetals (espart, tamariu, etc.) i fang, era suportada per les parets i una sèrie de pals situats a l'interior de les cabanes. L'interior dels habitatges presenta llars, bancs adossats a les parets i petits recintes delimitats amb lloses de pedra clavades verticalment que van servir per col·locar atuells d'emmagatzematge, al costat d'àrees de molta de cereal. Associades a les cabanes també s'han pogut documentar fosses de diferent grandària interpretant-se en uns casos com sitges i en altres com cisternes.

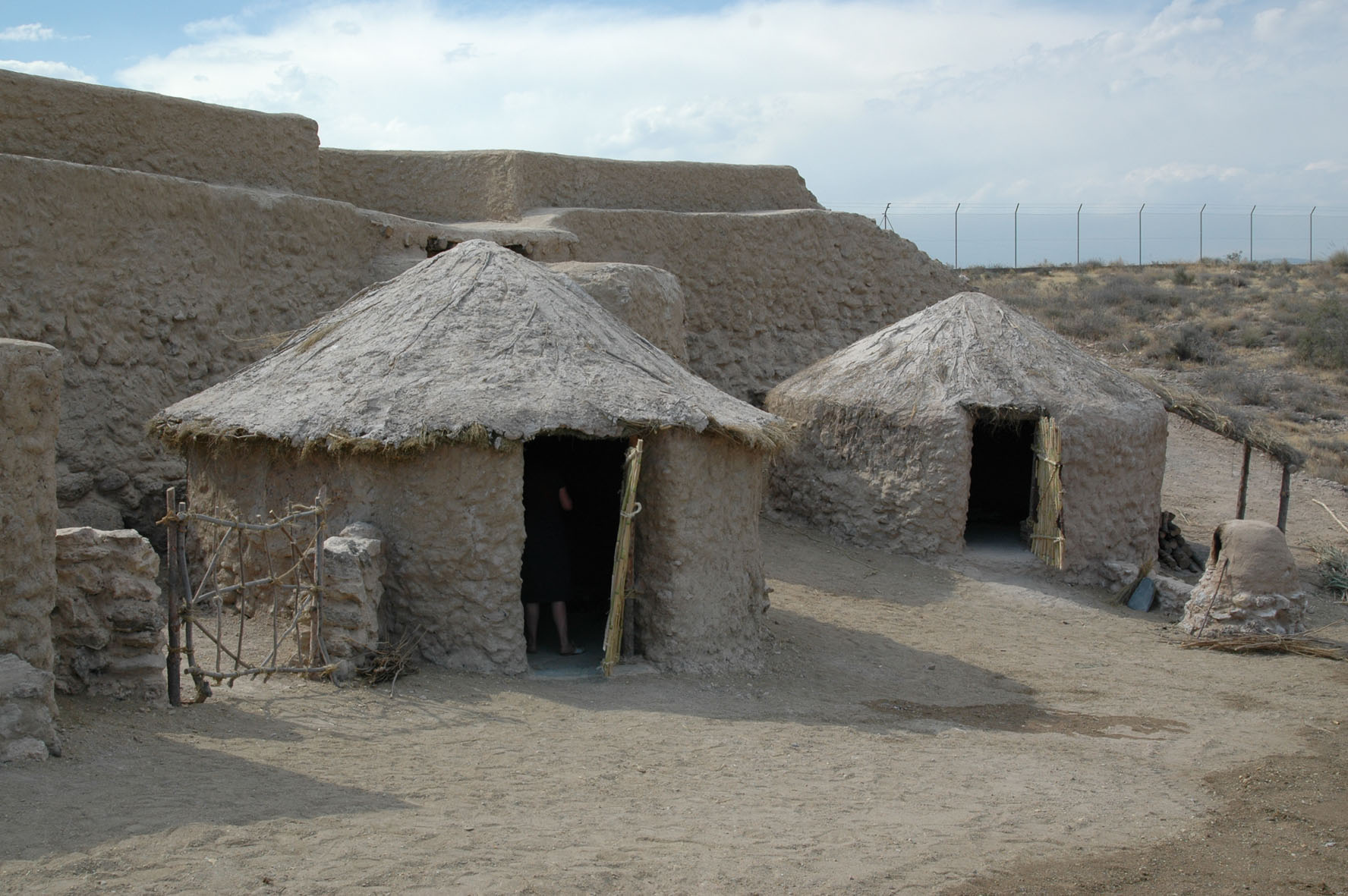
Cabanes reconstruïdes a la zona interpretativa de Los Millares

Al costat dels habitatges destaquen un altre tipus d'estructures com són diversos tallers metal·lúrgics i l'edifici singular. El taller metal·lúrgic millor conservat es localitza al costat de la línia III del poblat, de forma quadrangular, amb unes dimensions de 8 per 6,50 metres.
A l'interior destaquen les restes de diverses estructures: una fossa on es van trobar restes de mineral de coure, un forn delimitat per un anell de fang endurit pel foc amb un buit més gran a la part central per introduir el vas-forn on la malaquita i l'atzurita es fonia i una estructura de lloses de pedra, situada al costat d'una de les cantonades d'entrada a l'edifici.
D'altra banda, destaca l'edifici singular, que ocupa la part central de l'esplanada mes interna a l'interior de la Línia III, les dimensions superen la resta de les estructures documentades fins al moment al jaciment. Així, aquest edifici s'ha interpretat com un palau-magatzem, un edifici de caràcter religiós o un edifici singular. Així mateix, altres estructures rellevants són les restes d'una antiga conducció d'aigua o canal que transcorria per la necròpolis fins a arribar a la part més interna del poblat i diversos espais encara sense excavar que són interpretats com a cisternes per a l'emmagatzematge d'aigua.
La ciutadella corresponent a l'espai més intern de l'assentament. Aquesta posseeix una altra muralla que l'envolta, quedant aïllada de la resta del poblat, segons descriuen les corbes de nivell del terreny. En aquest lloc hi ha una de les cisternes localitzada ja durant les excavacions de Luis Siret.

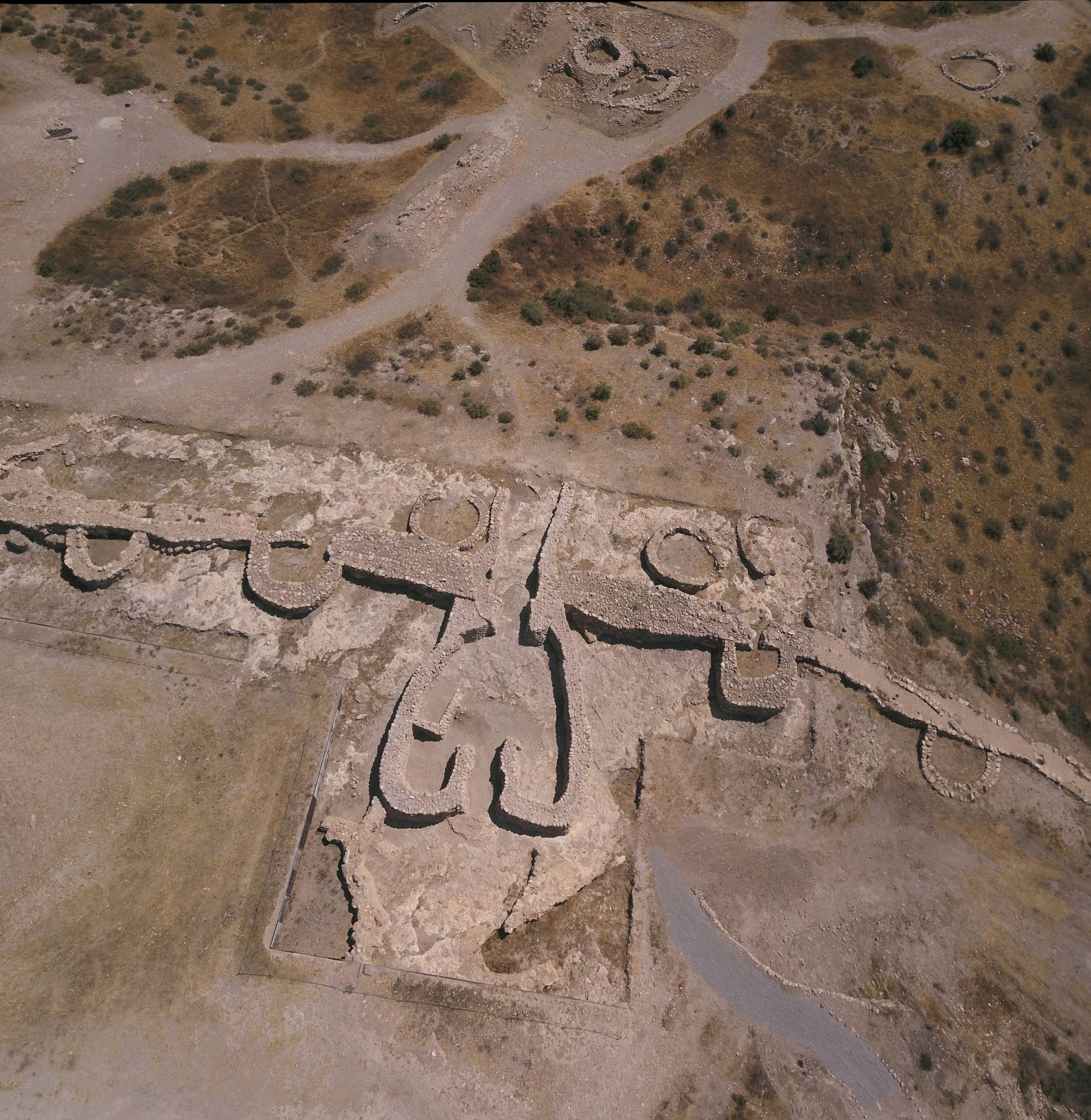
Vista aèria de la porta principal o barbacana

Cadascun dels espais anteriors queda envoltat per una muralla, havent-hi fins a quatre línies diferents de muralla (Línia I, II, III, IV), que correspondrien a successives ampliacions del poblat. Destaquen per la seva monumentalitat i complexitat la Línia I o Muralla Exterior que presenta diversos accessos, destacant la barbacana o porta central. Construïda al començament com una simple entrada al poblat obrint un pany a la muralla, es va anar complicant de mica en mica fins a esdevenir una gran porta monumental formada per dues antenes que s'estenen cap a l'exterior de la muralla; i la porta sud localitzada a uns 100 m de l'anterior, formada per una altra petita barbacana amb accés lateral des d'ambdós costats.
Dins el procés evolutiu de Los Millares s'observen, com a mínim, quatre fases:
1. Coure Antic. Els inicis de Los Millares daten d'aquest moment datat al jaciment cap al 3200-3100 aC. El poblat ocupa la part més interior de l'esperó que talla el riu Andarax, i construeix la muralla més interna o muralla IV a manera de ciutadella. Durant aquest moment també es construeix la muralla II.
2. Coure Ple. Aquesta fase correspon a l'apogeu del poblat produint-se una expansió de diferents línies de muralla i la construcció dels primers fortins amb una cronologia que aniria des del 3000 al 2600 aC.
3. Coure Tardà. Durant aquest moment els fortins posseeixen una màxima expansió documentant fins a 13 fortins que voregen totes les cadenes muntanyoses del voltant. Apareixen els primers gots campaniformes marítims.
4. Coure Final. Es produeix un replegament al poblat reduint la població a la ciutadella interior i alguns fortins. A la fi d'aquest període es produeix una crisi social i política les causes del qual han estat explicades de diverses formes: conflictes o desastres naturals terratrèmols, i / o desplaçament de les fonts d'aigua que arriben a Los Millares.

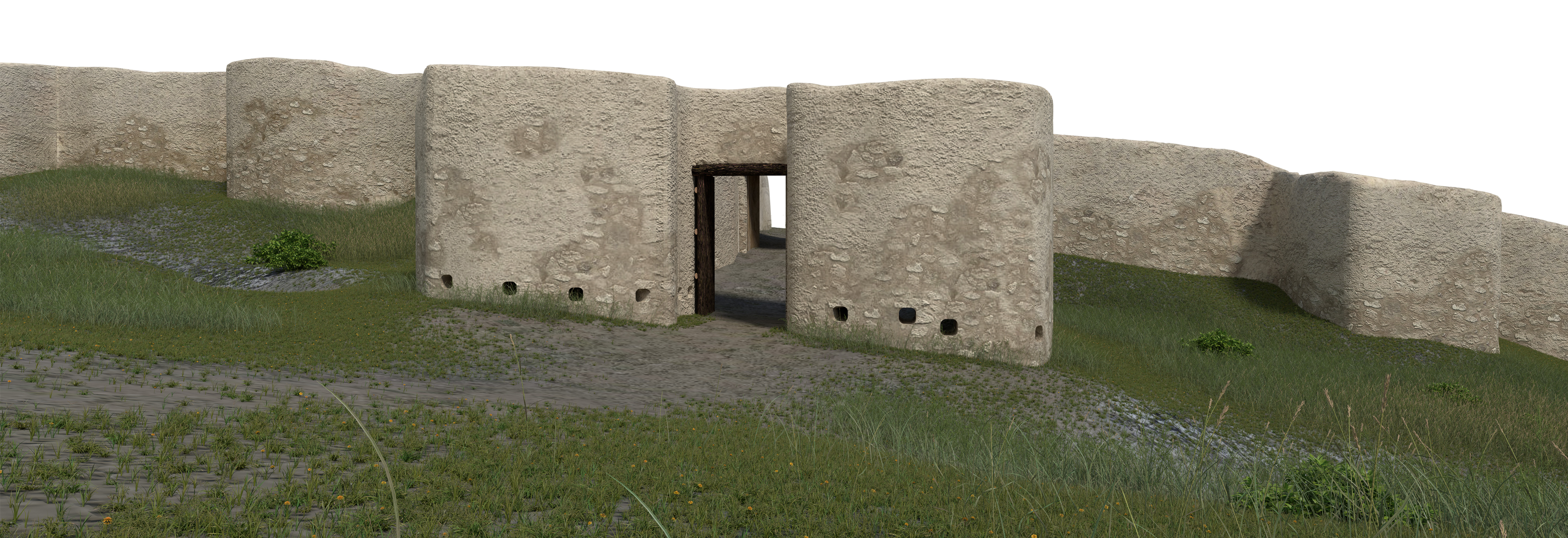
Reconstrucció virtual de la porta principal de la Línia I

### Necròpolis

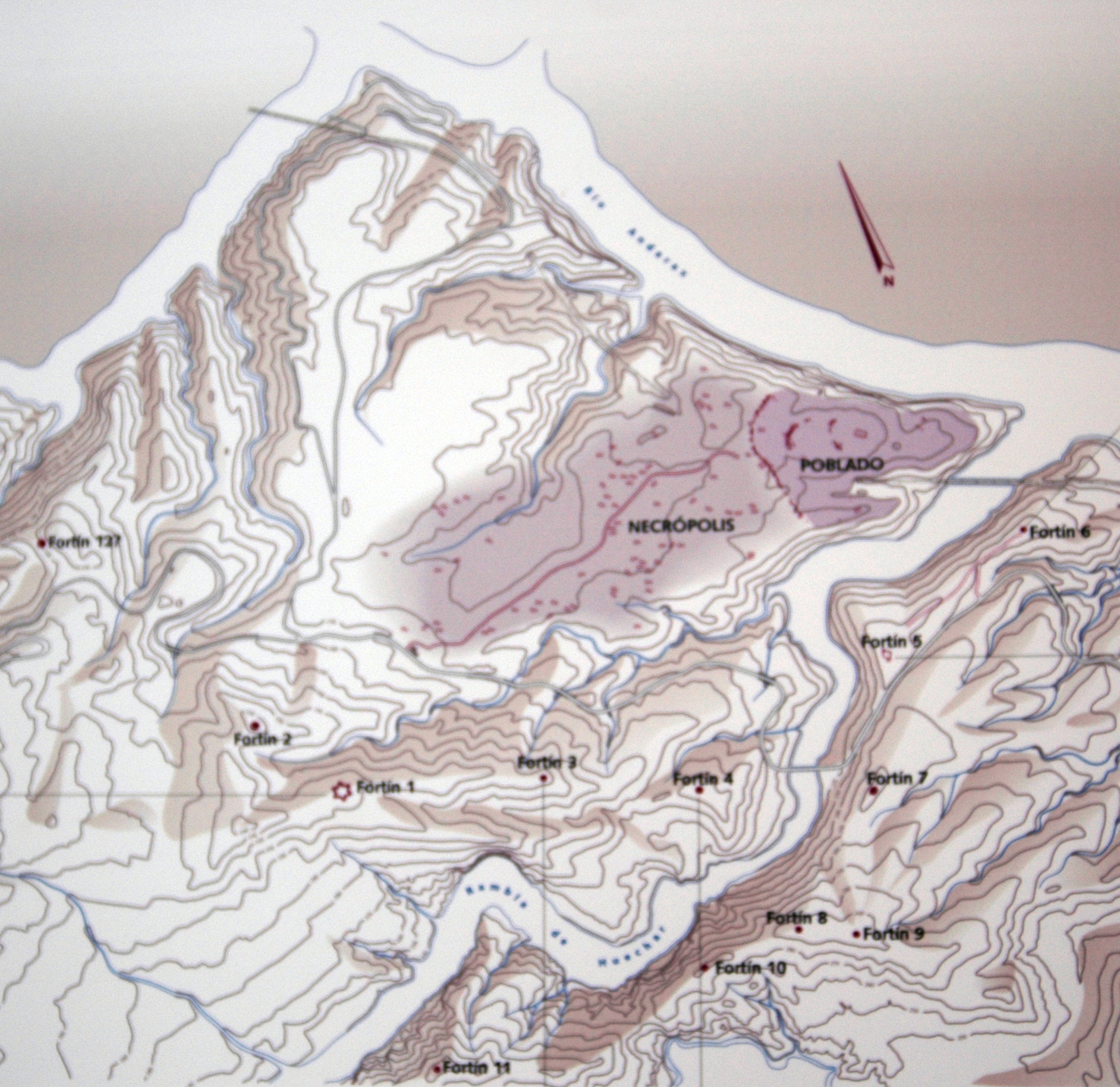
Plànol general del poblat, la necròpolis i los fortins

Està formada per unes 80 tombes col·lectives de grans dimensions (tholoi) situades sobre la part occidental de l'altiplà a l'exterior del poblat ocupant unes 13 hectàrees. L'àrea de necròpolis va ser excavada per Luis Siret i Pedro Flores aixecant diversos croquis i planimetries. Durant els últims anys, donada la importància de la necròpolis hi ha nombrosos investigadors que han realitzat diferents treballs de les sepultures sobre la seva distribució espacial, els seus aixovars, la seva tipologia constructiva, etc.
Així es poden diferenciar diversos tipus constructius:
1. Sepultures de maçoneria amb corredor d'accés i cambra circular coberta per una falsa cúpula
2. Sepultures de maçoneria amb corredor d'accés i cambra circular cobertes amb una teulada plana de matèria orgànica
3. Sepultures amb cambra excavada parcialment o totalment a la roca
4. Sepultures megalítiques ortostàtiques (tres sepultures)
5. Diverses cistes, encara que a certa distància de Los Millares, i pertanyents al Bronze Final

A nivell general la majoria de les tombes de Los Millares posseeixen una càmera circular amb un diàmetre entre els 3 i 6 m, construïdes amb maçoneria irregular, revestida per un sòcol d'esquistos, decorat en ocasions amb pintures, amb una cúpula realitzada per aproximació de filades de pedra que tanquen el seu sostre, i que de vegades estava subjecta per una columna central; i un corredor de longitud i amplada variable, que sol estar compartimentat per esquists perforats a manera d'anells pels quals s'accedeix a l'interior de la cambra, que de vegades presenten nínxols laterals. El conjunt és precedit normalment per un vestíbul trapezoïdal, on es localitzen en ocasions betils, o petites peces cilíndriques que podrien representar els diferents individus enterrats al seu interior. La coberta s'enterrava amb un túmul de terra quedant completat per un sistema d'anells concèntrics format per lloses de pedra.
El nombre d'inhumacions en cada tomba varia des dels 100 als 20 individus, tractant-se d'enterraments col·lectius. Així, en moltes ocasions l'espai intern pot quedar totalment ocupat tant a la cambra, com en els seus nínxols laterals i fins i tot al corredor. Entre els aixovars documentats destaquen atuells ceràmics com les ceràmiques simbòliques, campaniformes, i objectes fabricats amb materials exòtics com ivori, ous d'estruç, elements de coure, puntes de fletxa i fulles de sílex, destrals i ídols d'os. Les tombes formen diferents grups distribuïts per diferents zones de l'altiplà, formant diferents agrupacions que possiblement reflecteixin diferents relacions familiars, socials, o simbòliques.

### Fortins
El control territorial és una de les característiques fonamentals que apareixen al llarg del III mil·lenni aC accentuat en el cas de Los Millares mitjançant la construcció d'una sèrie de fortins al voltant del poblat. Aquests fortins es construeixen durant el Coure Ple (2500 aC). Estan defensats per muralles concèntriques a les que se li adossen bastions i portes d'entrada protegides per murs anteposats, sent el cas més cridaner per la seva estructura i complexitat el Fortí I.
Aquest fortí posseeix una doble línia de muralles concèntriques i dos fossats que envolten tota la muralla exterior amb una profunditat de fins a 6 metres de la fossa més intern. La muralla més interna correspon a el moment més antic i la muralla exterior es construeix posteriorment, amb un diàmetre de gairebé 30 metres, després de l'abandonament del recinte més intern. Aquestes muralles es completarien amb una sèrie de torres i bastions que s'obren des de les muralles, existint dues barbacanes situades a l'est.
Entre ambdues muralles queden diferents espais oberts on s'han localitzat diverses cabanes de planta oval, apareixent en una d'elles un taller per a la producció de puntes de fletxa de sílex. A més hi ha altres espais oberts dedicats a activitats com la molta de cereal i el processament de la sal al costat d'una àrea d'emmagatzematge amb grans atuells ceràmics. També s'ha excavat una cisterna per a l'emmagatzematge d'aigua. Així algunes de les interpretacions que se li han assignat al fortí seria una funció estratègica i militar, activitat productiva, activitats d'aprenentatge -iniciació a la talla de puntes de fletxa- i activitats rituals o simbòliques.

## Organització social
La base de l'economia de Los Millares era el bestiar, aprofitant no només la carn i els productes secundaris -llet, formatge, etc.- sinó la seva utilització com a tracció animal, sent també una forma per l'acumulació de la riquesa. Així, segons els estudis faunístics, espècies com la cabra i l'ovella representen un 37,5% de total, amb un domini de les femelles adultes relacionat amb l'obtenció de productes com la llet i la llana. Els bòvids representen un altre el 37,7%, tot i que amb diferències entre el poblat i en els fortins, en aquests últims amb escassa presència. Quant als porcs, ocupen un 22,8% i són sacrificats per al consum. A més apareixen representats espècies salvatges com el conill, el cérvol, la cabra pirinenca, el senglar, així com altres menys freqüents com la guineu, el teixó, el linx, la rata d'aigua i l'ànec collverd, etc.
El consum de plantes en Los Millares està representat en la seva gran majoria per l'ordi, el blat, faves i el pèsol. L'escassetat d'elements de falç fa pensar que els habitants del poblat no cultivarien directament el blat i l'ordi, sinó que més arribarien com aliments ja processats — sega i trilla — llestos per a la seva molta. A més han aparegut altres restes de llavors com olives, raïm i glans. Així mateix, l'espart seria fonamental per a la construcció d'elements de cistelleria, estris, contenidors, cordes, espardenyes, etc.
Les activitats artesanals també són presents al jaciment destacant la metal·lúrgia; la indústria lítica tallada, i més concretament la producció de puntes de fletxa; la fabricació d'eines de pedra polida - martells, molins, destrals i aixes; les produccions de ceràmica a mà, de tipus domèstic - de pasta taronja en els quals es produeixen plats, plates i cassoles, així com ceràmiques simbòliques amb decoracions pintades o incises en què es representen cèrvids, ulls-sols, ziga-zaga, triangles, etc.; i en moments avançats cap al 2500 aC apareixen les ceràmiques campaniformes de dissenys en bandes i mètopes amb incisions o impressions sobre la pasta ceràmica. Les anàlisis de pastes indiquen la circulació a grans distàncies de certs elements de prestigi com la ceràmica campaniforme, que en els casos més antics procedeixen de la zona portuguesa com la desembocadura del Tajo.
Algunes d'aquestes activitats només les realitzaven alguns artesans, el que implica la presència d'una especialització per a la manufactura i fabricació de certs productes com la metal·lúrgia o la talla de puntes de fletxa. Així, l'aparició d'un taller metal·lúrgic localitzat a l'interior de la Línia III indica un alt nivell d'especialització en aquestes produccions, existint artesans que elaboren útils domèstics, armes, destrals, enformadors i serres, etc. La producció metal·lúrgica a Los Millares devia ser important, considerant per alguns investigadors el motor de canvi social.

## Galeria

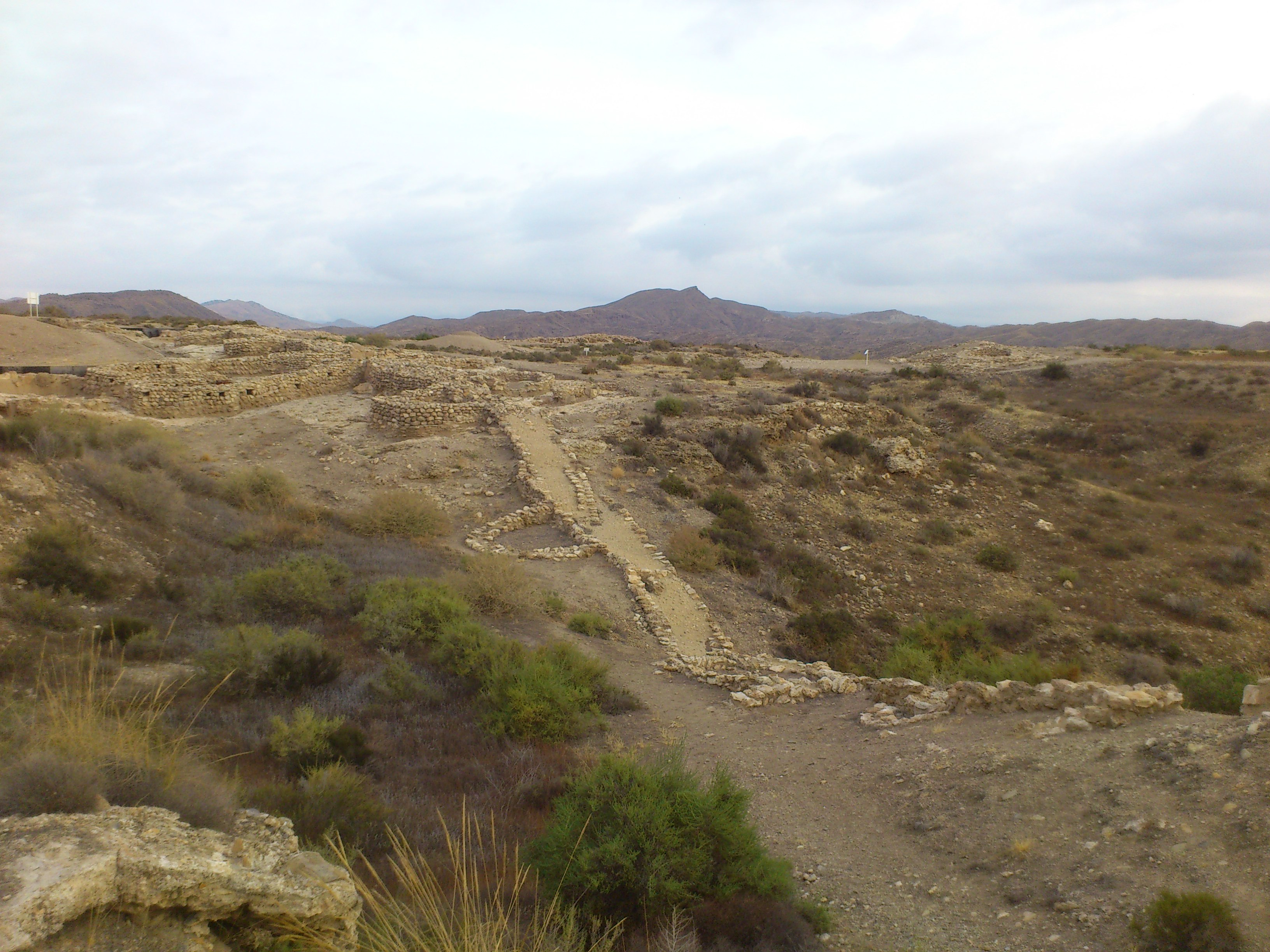
Vista general de l'enclavament arqueològic de Los Millares
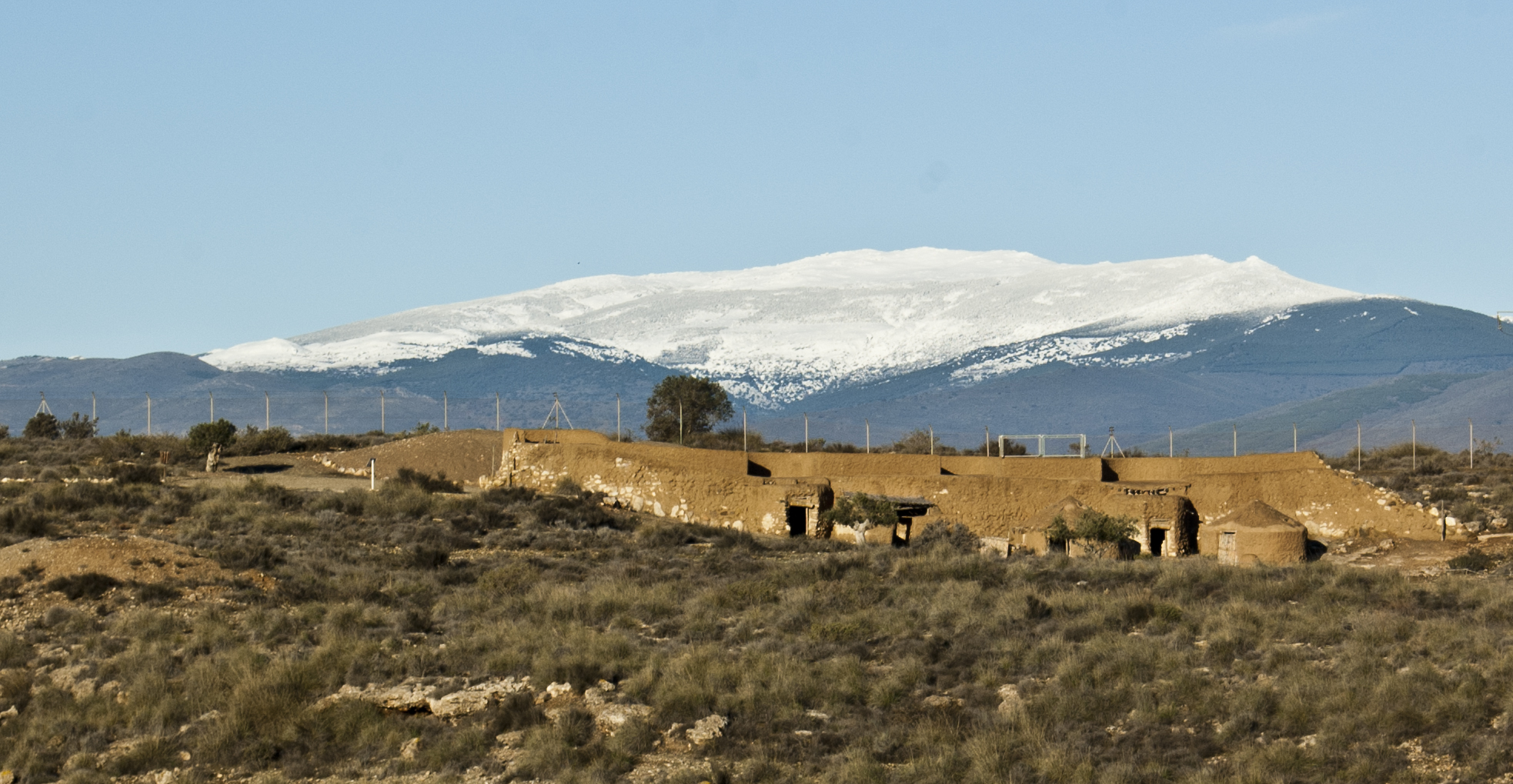
Zona interpretativa a l'enclavament arqueològic de Los Millares
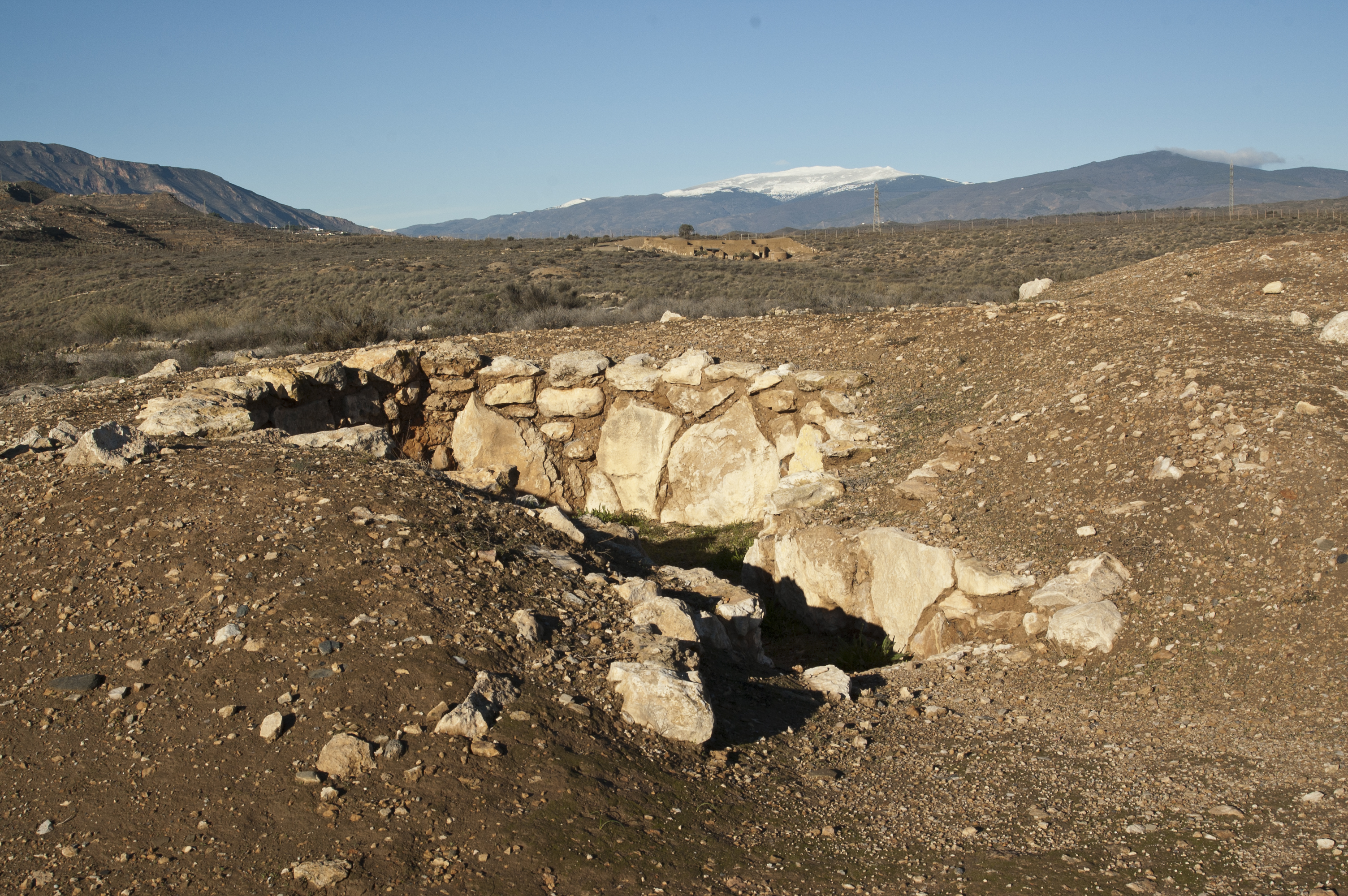
Tombes consolidades a l'enclavament arqueològic de Los Millares
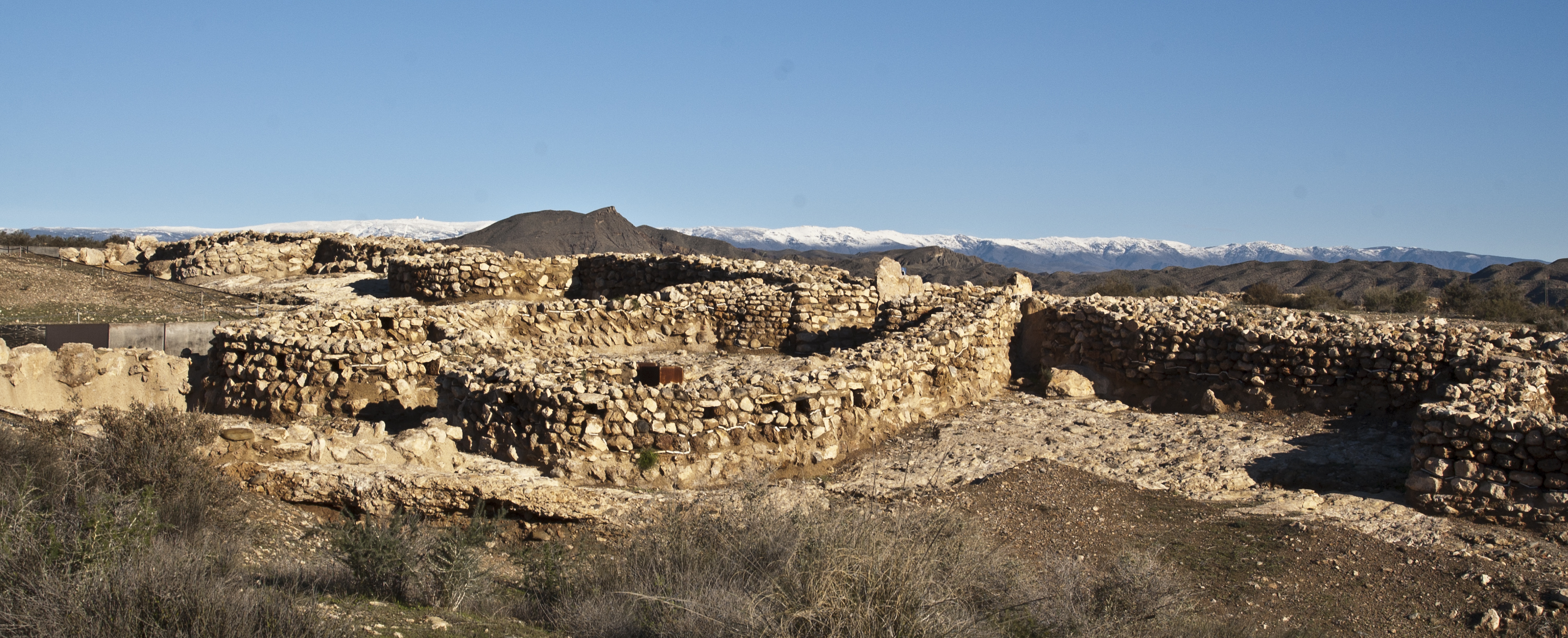
Barbacana de l'enclavament arqueològic de Los Millares
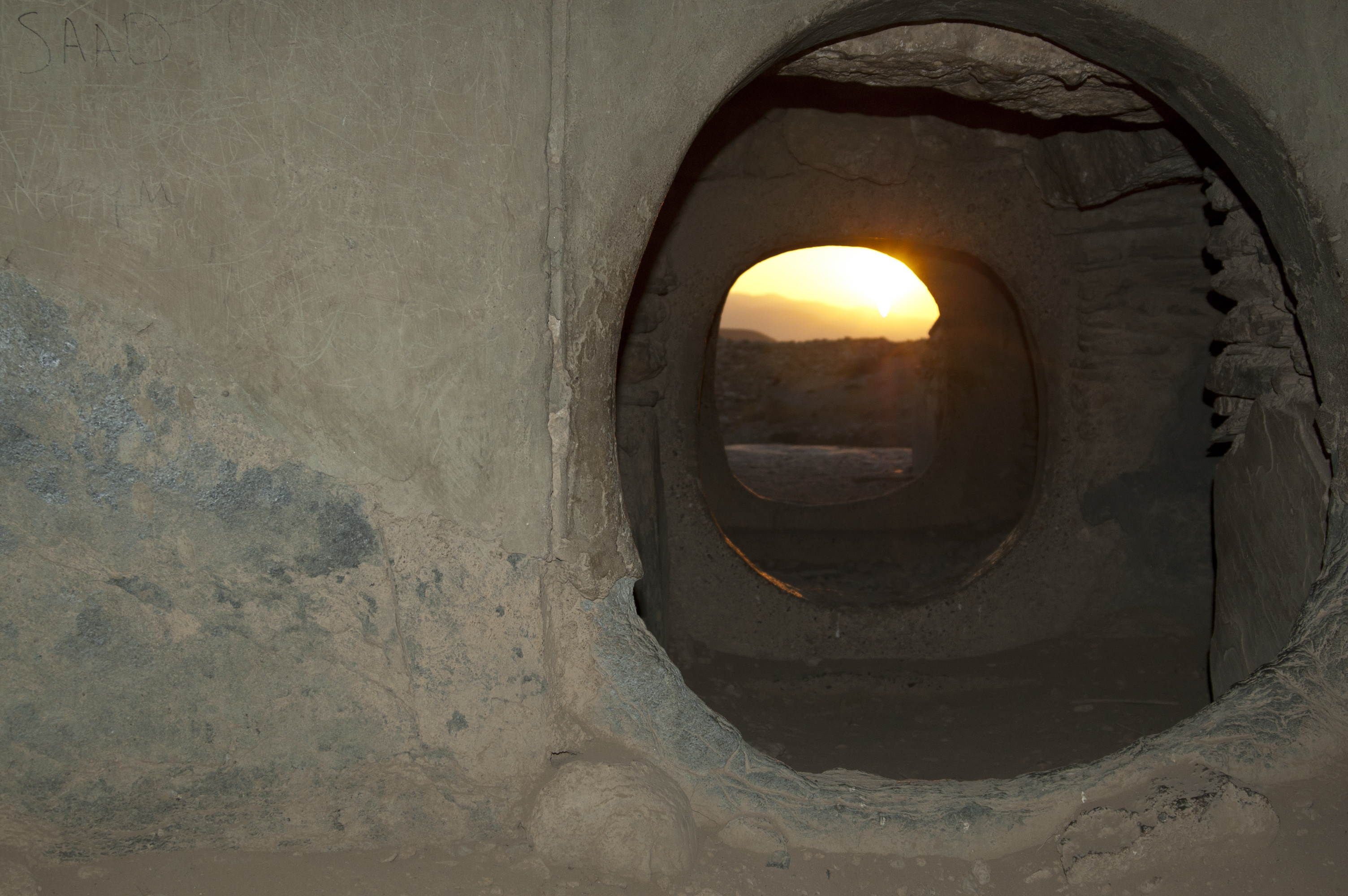
Vista de l'albada des del interior d'una tomba a Los Millares.
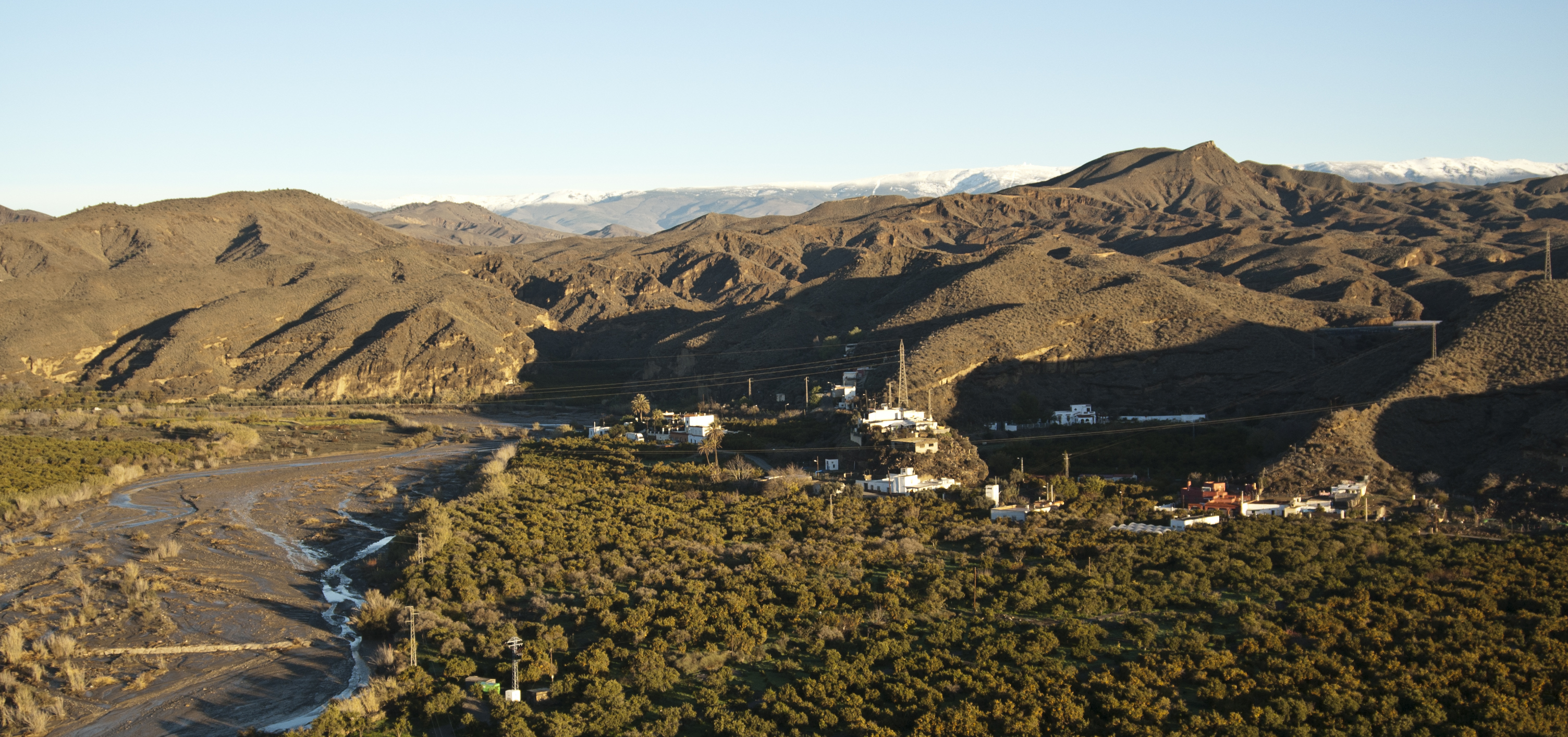
L'Andarax vist des de Los Millares
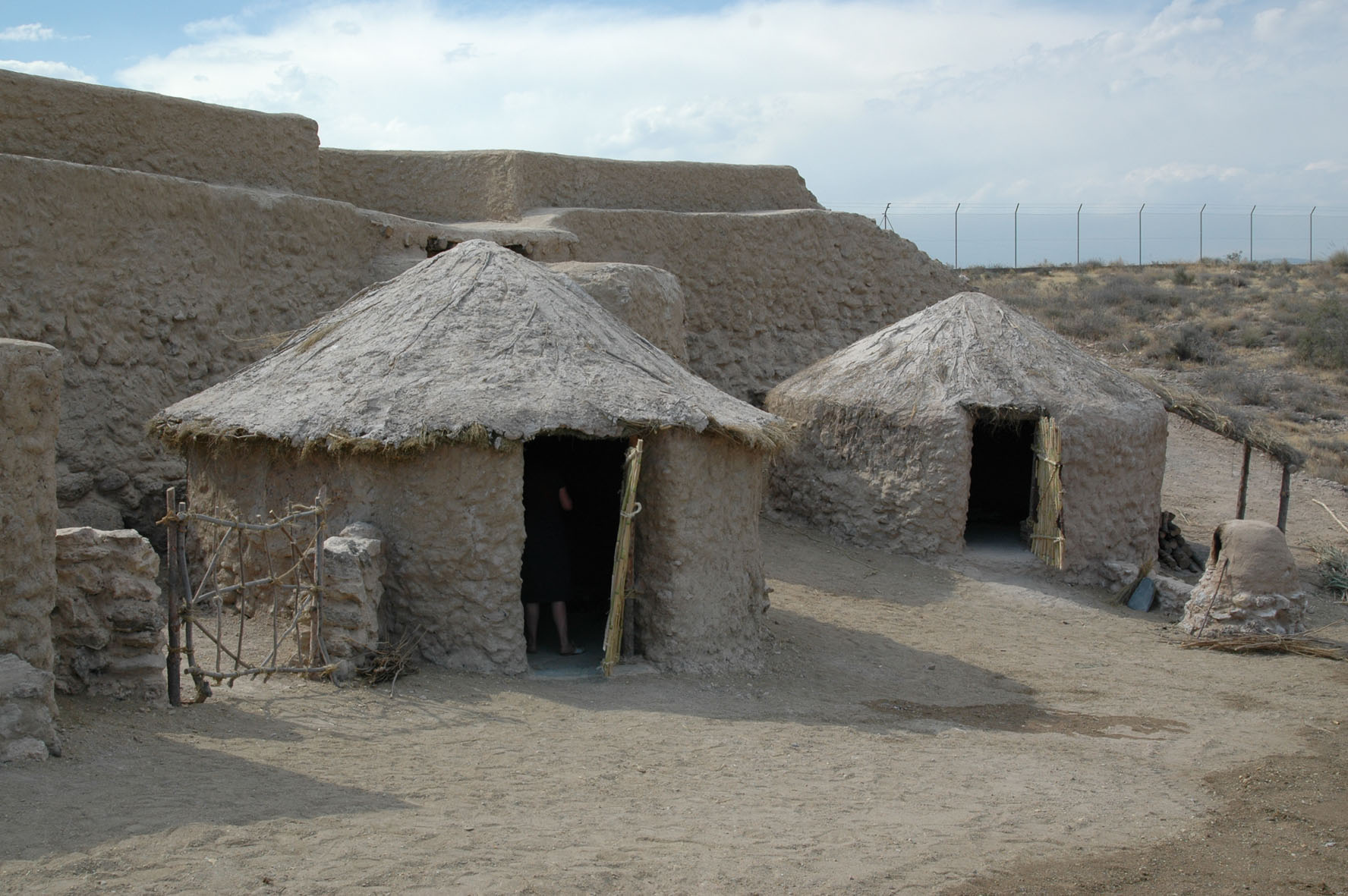
Cabanes reconstruïdes en la zona interpretativa de Los Millares
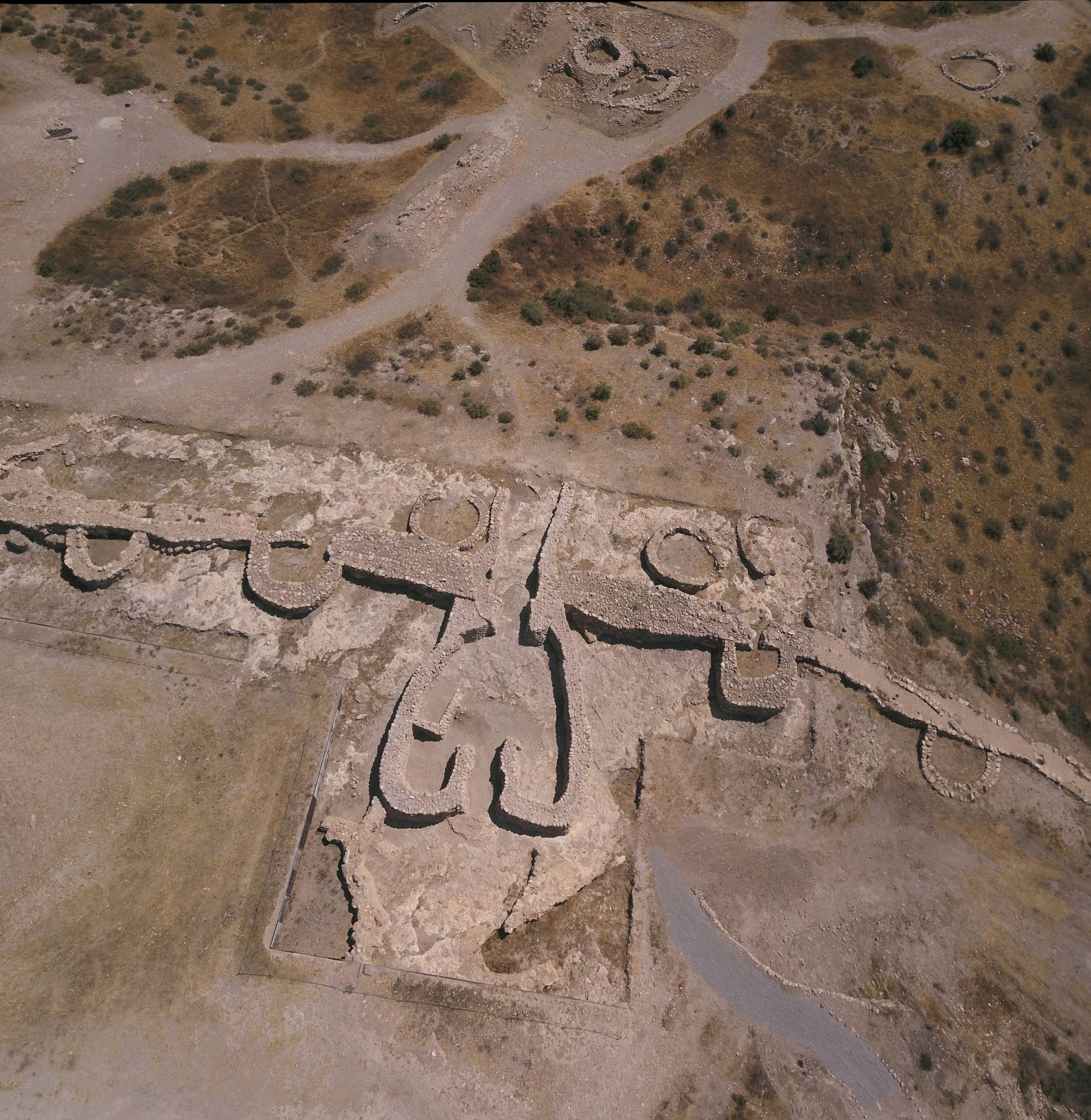
Vista aèria de la porta principal o barbacana
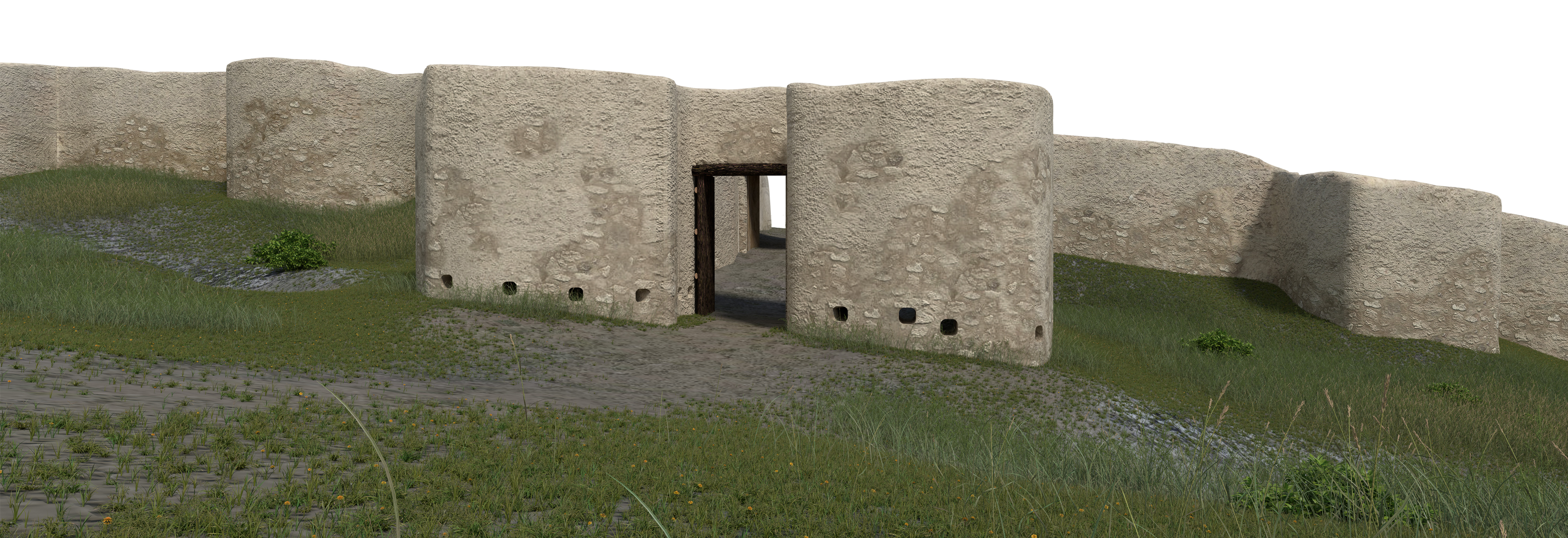
Reconstrucció virtual de la porta principal de la Línia I
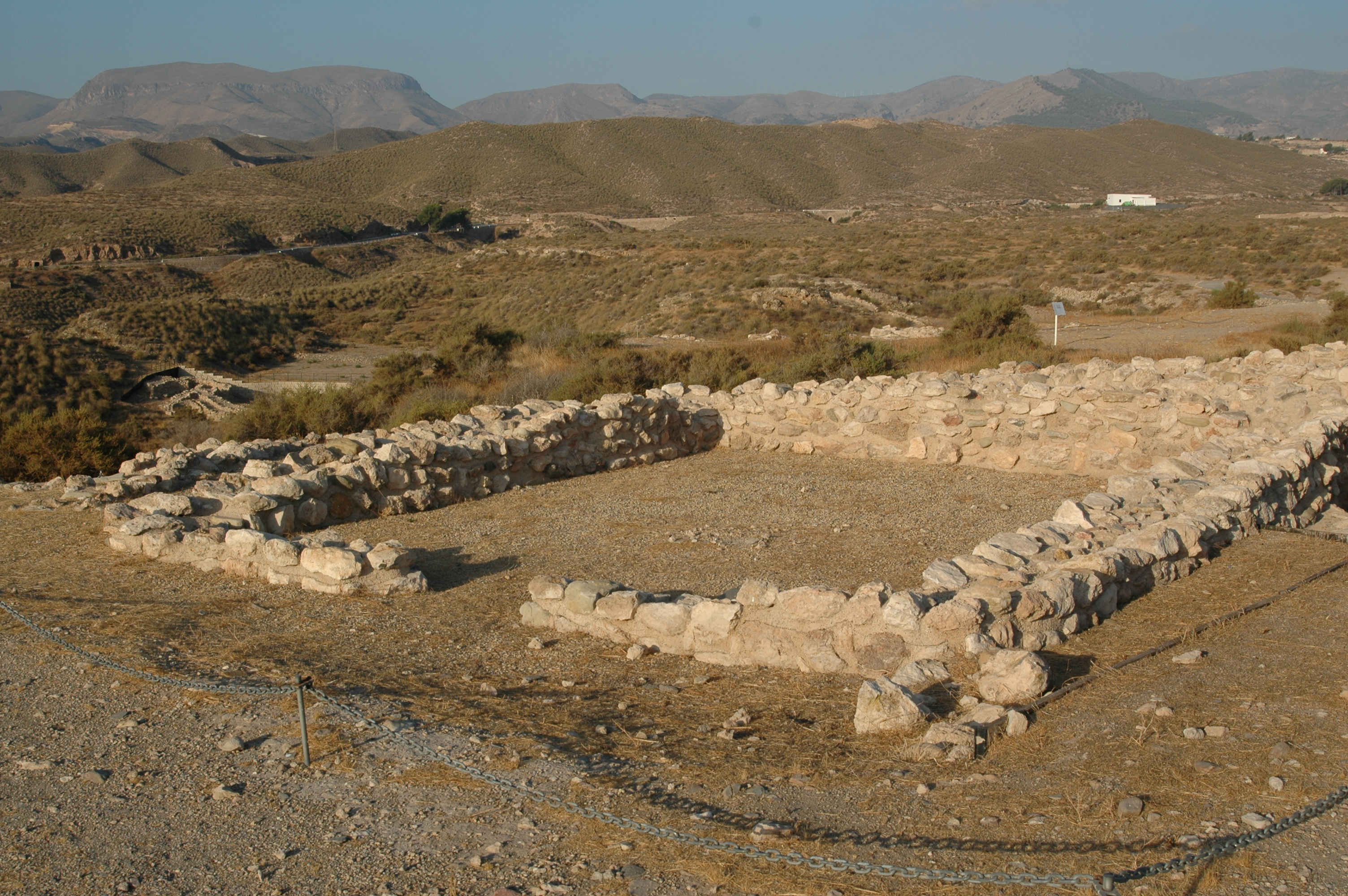
Taller metal·lúrgic
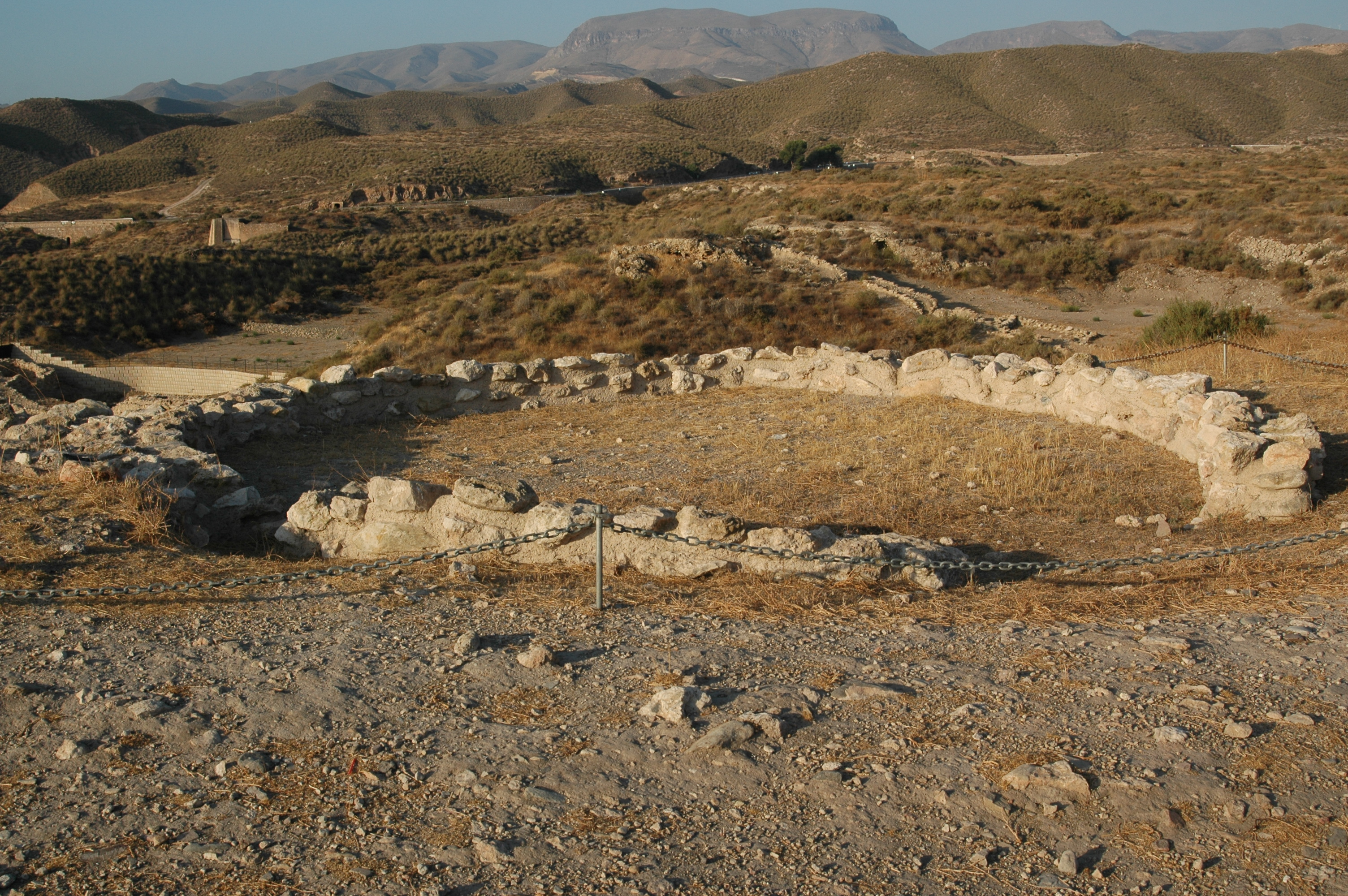
Cabana excavada al interior de la Línia II de les muralles